# موكر (آيت احمد وأسعيد)
موكر هو دُوَّار يقع بجماعة بني تادجيت، إقليم فكيك، جهة الشرق في المملكة المغربية. ينتمي الدوّار لمشيخة آيت احمد وأسعيد التي تضم 9 دواوير. يقدر عدد سكانه بـ 133 نسمة حسب الإحصاء الرسمي للسكان والسكنى لسنة 2004.

## روابط خارجية
- البوابة الوطنية للجماعات الترابية
- المندوبية السامية للتخطيط